# Улья-Улья (национальный заповедник)
У́лья-У́лья (Улла-Улла, исп. Reserva Nacional Ulla Ulla) — биосферный заповедник, расположенный в провинции Франс Тамайо, департамента Ла-Пас, на западе Боливии.
Заповедник расположен на высоком андийском плато к западу от города Ла-Пас, со средней высотой более 4000 метров над уровнем моря. Его западная граница — государственная граница с Перу. Парк занимает площадь около 2 000 км ², его население составляет около 12 000 человек, большинство из них из — индейцы аймара. Здесь водится андский кондор (Vultur gryphus, самая большая летающая птица в мире) и существенные популяции лам, альпака, гуанако и самая большая группа викуний в Боливии.
Парк был включён в реестр биосферных заповедников ЮНЕСКО в 1977 году.